# Edmond Roudnitska (atleta)
Edmond Pierre Felix Roudnitska (Argenteuil, 26 giugno 1931 – Parigi, 31 gennaio 2023) è stato un ostacolista francese.
Ha partecipato ai Giochi di Helsinki 1952, di Melbourne 1956 e di Roma 1960, gareggiando nei 110m ostacoli.